# Bupleurum anatolicum
Bupleurum anatolicum là một loài thực vật có hoa trong họ Hoa tán. Loài này được Hub.-Mor. & Reese mô tả khoa học đầu tiên năm 1945.